# Physcia atrostriata
Physcia atrostriata är en lavart som beskrevs av Roland Moberg. Physcia atrostriata ingår i släktet Physcia och familjen Physciaceae.   Inga underarter finns listade i Catalogue of Life.